# Claudio Corti (motociclista)
Claudio Corti (Como, 25 giugno 1987) è un pilota motociclistico italiano.
Vincitore del campionato europeo Superstock 600 nel 2005.

## Carriera
Inizia a correre con le minimoto. Nel 2002, utilizzando motociclette Gazzaniga ed Engines Engineering 125 conquista cinque punti nella classe 125 GP del campionato Italiano Velocità. Nel 2003 disputa le prime tre gare della classe 125 del CIV, in sella ad una Gazzaniga, conquistando tre punti. Nel 2004 giunge secondo nella Coppa Italia Supersport e nel 2005 vince il campionato europeo Superstock 600, ottenendo cinque vittorie e sette podi su un totale di dieci gare. Nella stessa stagione si classifica al settimo posto nel Campionato Italiano Supersport ottenendo un podio. Fra il 2006 e il 2009 corre nella Superstock 1000 FIM Cup, giungendo secondo nell'ultimo anno. Nel 2006 inoltre, è vice-campione italiano Stock1000: in sella ad una Yamaha ottiene tre vittorie e due secondi posti nelle sei gare disputate. La stagione successiva si conferma vice-campione di categoria. Nel 2008 passa alla classe Superbike del campionato italiano chiudendo, per la terza stagione consecutiva, al secondo posto e vincendo due gare. Nel 2009 prende parte al Gran Premio di Monza nel campionato italiano Stock 1000. In sella ad una Suzuki GSX-R1000 termina la gara al secondo posto.
Partecipa alla Moto2 nel 2010 con una Suter MMX del team Forward Racing, il compagno di squadra è Jules Cluzel. Il 19 giugno 2010 in occasione del quinto gran premio sul circuito inglese di Silverstone ottiene la sua prima pole position nel motomondiale infliggendo al secondo quasi mezzo secondo di distacco. Nel medesimo GP, in gara, cade dopo diversi giri al comando a poche tornate dalla fine e chiude 30º una volta rialzatosi. Termina la stagione al 25º posto con 20 punti, il miglior risultato in gara è un nono posto al GP di San Marino. Nel 2011 passa al team Italtrans Racing, con compagno di squadra Robertino Pietri. Decide di non partecipare al Gran Premio del Giappone a seguito degli incidenti alla centrale nucleare di Fukushima Daiichi e viene sostituito da Takaaki Nakagami. Ottiene come miglior risultato un quarto posto in Australia e termina la stagione al 25º posto con 23 punti.
Nel 2012 rimane nello stesso team, questa volta alla guida di una Kalex e con compagno di squadra Takaaki Nakagami. Ottiene un secondo posto in Francia. Viene appiedato dopo il Gran Premio motociclistico d'Aragona e sostituito da Toni Elías. Ha totalizzato 74 punti. In seguito corre nel campionato mondiale Superbike a Magny-Cours al posto di David Salom sulla Kawasaki ZX-10R del team Pedercini, mentre il 7 novembre viene annunciata la sua partecipazione al GP di Valencia in MotoGP in sella alla Inmotec del team Avintia Blusens.
Nel 2013 trova un contratto per rimanere nella classe regina passando al team NGM Mobile Forward Racing; il compagno di squadra è Colin Edwards. Ottiene come miglior risultato un dodicesimo posto in Catalogna e termina la stagione al 19º posto con 14 punti. Nel 2014 viene ingaggiato dal team MV Agusta RC-Yakhnich M. per correre con la MV Agusta F4 RR il campionato mondiale Superbike. Nella stessa stagione è iscritto ad alcune gare nel campionato italiano Supersport. Nel 2015 corre in MotoGP in Germania sulla Yamaha Forward in sostituzione dell'infortunato Stefan Bradl, per prenderne poi il posto fino al Gran premio d'Aragona quando sarà a sua volta sostituito dallo spagnolo Toni Elías. Non ottiene punti validi per la classifica mondiale.
Nel 2018 corre come pilota titolare nel campionato Italiano Velocità classe Superbike, con una Yamaha YZF-R1 del team Motozoo Racing chiudendo al sesto posto in classifica generale ottenendo un piazzamento a podio. Nel 2023 gareggia nel mondiale Endurance con una Yamaha del team AIN in equipaggio con Corentin Perolari.

## Risultati in gara

### Motomondiale
| 2010 | Classe | Moto  |    |    |    |    |    |    |    |    |    |    |    |   |    |    |    |    |    |    | Punti | Pos. |
| ---- | ------ | ----- | -- | -- | -- | -- | -- | -- | -- | -- | -- | -- | -- | - | -- | -- | -- | -- | -- | -- | ----- | ---- |
| 2010 | Moto2  | Suter | 20 | 18 | 15 | 22 | 30 | 17 | 22 | 22 | NE | 26 | 13 | 9 | 11 | 14 | 15 | 15 | 19 | 19 | 20    | 25º  |

| 2011 | Classe | Moto  |    |    |    |    |    |     |    |    |    |    |    |    |    |    |  |   |     |    | Punti | Pos. |
| ---- | ------ | ----- | -- | -- | -- | -- | -- | --- | -- | -- | -- | -- | -- | -- | -- | -- |  | - | --- | -- | ----- | ---- |
| 2011 | Moto2  | Suter | 21 | 21 | 11 | 22 | 17 | Rit | 15 | 23 | 15 | NE | 14 | 22 | 18 | 19 |  | 4 | Rit | 15 | 23    | 25º  |

| 2012 | Classe | Moto  |    |   |    |   |    |   |    |   |   |    |    |     |    |   |  |  |  |  | Punti | Pos. |
| ---- | ------ | ----- | -- | - | -- | - | -- | - | -- | - | - | -- | -- | --- | -- | - |  |  |  |  | ----- | ---- |
| 2012 | Moto2  | Kalex | 16 | 6 | 14 | 2 | 13 | 6 | 16 | 9 | 9 | NE | 10 | Rit | 14 | 9 |  |  |  |  | 74    | 14º  |

| 2012 | Classe | Moto    |  |  |  |  |  |  |  |  |  |  |  |  |  |  |  |  |  |     | Punti | Pos. |
| ---- | ------ | ------- |  |  |  |  |  |  |  |  |  |  |  |  |  |  |  |  |  | --- | ----- | ---- |
| 2012 | MotoGP | Inmotec |  |  |  |  |  |  |  |  |  |  |  |  |  |  |  |  |  | Rit | 0     |      |

| 2013 | Classe | Moto         |    |    |    |     |     |    |    |    |     |    |     |    |    |    |    |    |    |    | Punti | Pos. |
| ---- | ------ | ------------ | -- | -- | -- | --- | --- | -- | -- | -- | --- | -- | --- | -- | -- | -- | -- | -- | -- | -- | ----- | ---- |
| 2013 | MotoGP | FTR Kawasaki | 16 | 19 | 17 | Rit | Rit | 12 | 18 | 15 | Rit | 14 | Rit | 17 | 16 | 15 | 13 | 17 | 20 | 13 | 14    | 19º  |

| 2015 | Classe | Moto           |  |  |  |  |  |  |  |  |     |       |    |    |    |  |  |  |  |  | Punti | Pos. |
| ---- | ------ | -------------- |  |  |  |  |  |  |  |  | --- | ----- | -- | -- | -- |  |  |  |  |  | ----- | ---- |
| 2015 | MotoGP | Yamaha Forward |  |  |  |  |  |  |  |  | Rit | [ 6 ] | 20 | 18 | 20 |  |  |  |  |  | 0     |      |

| Legenda | 1º posto        | 2º posto            | 3º posto            | A punti      | Senza punti        | Grassetto – Pole position Corsivo – Giro più veloce |
| Legenda | Gara non valida | Non qual./Non part. | Ritirato/Non class. | Squalificato | '-' Dato non disp. | Grassetto – Pole position Corsivo – Giro più veloce |

### Campionato mondiale Superbike
| 2012 | Moto     |  |  |  |  |  |  |  |  |  |  |  |  |  |  |  |  |  |  |  |  |  |  |  |  |  |  |   |    | Punti | Pos. |
| ---- | -------- |  |  |  |  |  |  |  |  |  |  |  |  |  |  |  |  |  |  |  |  |  |  |  |  |  |  | - | -- | ----- | ---- |
| 2012 | Kawasaki |  |  |  |  |  |  |  |  |  |  |  |  |  |  |  |  |  |  |  |  |  |  |  |  |  |  | 9 | 12 | 11    | 24º  |

| 2014 | Moto      |    |    |     |     |    |     |    |     |    |    |     |    |    |    |    |    |  |  |    |     |    |   |     |    |  |  |  |  | Punti | Pos. |
| ---- | --------- | -- | -- | --- | --- | -- | --- | -- | --- | -- | -- | --- | -- | -- | -- | -- | -- |  |  | -- | --- | -- | - | --- | -- |  |  |  |  | ----- | ---- |
| 2014 | MV Agusta | 13 | 18 | Rit | Rit | 14 | Rit | 18 | Rit | 15 | 12 | Rit | NP | 13 | 17 | NP | NP |  |  | 15 | Rit | 13 | 8 | Rit | 14 |  |  |  |  | 27    | 17º  |

| Legenda | 1º posto        | 2º posto            | 3º posto           | A punti      | Senza punti        | Grassetto – Pole position Corsivo – Giro più veloce |
| Legenda | Gara non valida | Non qual./Non part. | Ritirato/Non class | Squalificato | '-' Dato non disp. | Grassetto – Pole position Corsivo – Giro più veloce |